# Tibouchina martialis
Tibouchina martialis är en tvåhjärtbladig växtart som först beskrevs av Cham, och fick sitt nu gällande namn av Cogn. Tibouchina martialis ingår i släktet Tibouchina och familjen Melastomataceae. Inga underarter finns listade i Catalogue of Life.